# Plagiorhynchus longirostris
Plagiorhynchus longirostris är en hakmaskart som först beskrevs av Lauro Travassos 1926.  Plagiorhynchus longirostris ingår i släktet Plagiorhynchus och familjen Plagiorhynchidae. Inga underarter finns listade i Catalogue of Life.